# 九龍巴士89X線
九龍巴士89X線是香港一條來往沙田站及觀塘（翠屏道）的巴士路線，途經富豪花園、沙田第一城、圓洲角、大老山隧道、彩虹邨、九龍灣、觀塘市中心等地方。

## 歷史
連接沙田新市鎮與九龍區的第二條行車隧道——大老山隧道，在1991年落成通車。此前，車輛來往九龍東及包括沙田、大埔、北區在內的新界東地區，最直接路線是使用獅子山隧道，但隨著人口颷升帶動交通需求，需要盡快興建一條新的交通幹道連接九龍市區，港府便規劃興建大老山隧道以疏導獅隧的龐大車流量，而部份行經獅子山隧道的巴士路線，在新隧道通車後亦隨即取用，從而進行了一次路線重組。
本線在大老山隧道通車後第二日開辦，取代行走獅子山隧道、來往觀塘碼頭及圓洲角的89A線部份服務地區，歷史亦應追溯至此路線開辦起。
89A線在1983年開辦，取代部份原89線的服務地區。由於89A線服務範圍遍及沙田多個人口稠密的社區，如沙田第一城、沙田圍、沙田車公廟和大圍站一帶，且當時鐵路服務並未普及，客量可謂相當驚人。派車在1980年代中期逐漸由利蘭奧林比安12米三門三軸巴士（3BL）取代，成為最早使用該款巴士的新市鎮路線之一。沿線有74A線、89B線、89C線等巴士路線作輔助，可是89A線仍然座無虛席。因此，89A線在短短八年壽命裡面均處於巔峰狀態，從而導致原本路線在1988至90年間不敷應用。有見於此，九巴有意部署把89A線在大老山隧道通車後分拆成多條路線，以減輕單一路線的負擔。最終，此線在1991年上半年主要由74A線、80X線、84M線、89B線和本線取代。
九巴在大老山隧道通車後，分別開辦三條往返觀塘及沙田的新特快線（X線），有別於其他重組路線，這三條路線往沙田方向過彩虹邨後即駛往大老山隧道，89X線是其中一條。本線初時往返沙田火車站及觀塘（月華街），途經源禾路、圓洲角、彩虹邨、牛頭角道、觀塘市中心等地方，與往返瀝源邨及觀塘（月華街）的89線存在很多重疊，因此惹來乘客不滿，要求收費較高的89X特快線改經觀塘道，避免使用路面狹窄的牛頭角道，以加快行車速度。另外，因本線與89線的行車路線相近，且途經沙田市中心和觀塘市中心一帶，兩區居民經常拿此兩線的行車時間作比較。雖然89X線不用途經黃大仙及鑽石山，但因途經圓洲角及沙田第一城較為費時，乘客大致認為89線整體上比89X線快。
由於本線經營環境變化不大，開辦至今再沒有作出大改動，只在1990年代中大老山隧道空氣質素令人關注，九巴因此盡快為本線改派空調巴士行走；而2000年代，則引入超低地台巴士途經醫院的巴士路線，本線亦能受惠。現時，客量主要集中在沙田區往返觀塘區，以及過大老山隧道後往沙田站方向。

### 年表
- 1991年6月29日：本線開辦，取代89A線原有圓洲角及沙田第一城的交通服務，往返沙田火車站及觀塘（月華街）。
- 1991年9月16日：改經富豪花園及觀塘道，不再途經瀝源邨、禾輋邨及牛頭角道。
- 1996年5月27日：駛經圓洲角巴士總站，不再途經沙田市中心巴士總站，以及增派空調巴士服務。
- 1998年6月8日：本線改為全空調服務，並降低車資。[6]為改善車廂空氣質素，途經大老山隧道的巴士路線改派空調巴士行走。
- 2009年8月9日：因觀塘（月華街）巴士總站被納入觀塘市中心重建項目，觀塘區總站遷往觀塘站巴士總站擴建部份，往沙田方向新增和樂邨分站。
- 2009年9月28日：往沙田鐵路站方向新增翠屏邨翠柏樓分站。
- 2010年1月10日：加強服務，巴士數目增至15輛。
- 2014年12月18日：增設到站時間預報。[7]
- 2017年8月29日：往沙田站方向新增寶珮苑分站。
- 2019年4月6日：觀塘區總站延長至觀塘（翠屏道）巴士總站[8]：
  - 往翠屏道方向，抵觀塘道後改經翠屏道（北行）、迴旋處及翠屏道（南行），「觀塘站」巴士站將搬往路線13M、14B、15A之月台。
  - 往沙田站方向，經翠屏道（南行）、迴旋處、翠屏道（北行）後返回原有路線。
- 2023年2月12日：配合觀塘站巴士總站工程，往觀塘方向位於翠屏道之「翠屏邨翠柏樓」站遷移至「翠屏邨翠桉樓」站。[9]。

## 服務時間及班次
| 沙田站開         | 沙田站開    | 沙田站開     | 觀塘（翠屏道）開 | 觀塘（翠屏道）開 | 觀塘（翠屏道）開 |
| 日期             | 服務時間    | 班次（分鐘） | 日期             | 服務時間         | 班次（分鐘）     |
| ---------------- | ----------- | ------------ | ---------------- | ---------------- | ---------------- |
| 星期一至五       | 05:40-07:00 | 10           | 星期一至五       | 05:50-06:38      | 12               |
| 星期一至五       | 07:00-08:00 | 7/8          | 星期一至五       | 06:38-07:28      | 10               |
| 星期一至五       | 08:00-09:00 | 10           | 星期一至五       | 07:28-07:58      | 7/8              |
| 星期一至五       | 09:00-12:00 | 15           | 星期一至五       | 07:58-09:48      | 10               |
| 星期一至五       | 12:00-17:00 | 12           | 星期一至五       | 09:48-11:00      | 12               |
| 星期一至五       | 17:00-17:40 | 10           | 星期一至五       | 11:00-13:00      | 15               |
| 星期一至五       | 17:40-18:28 | 8            | 星期一至五       | 13:00-17:00      | 12               |
| 星期一至五       | 18:38       | 18:38        | 星期一至五       | 17:00-19:00      | 8                |
| 星期一至五       | 18:48-20:00 | 12           | 星期一至五       | 19:00-20:00      | 10               |
| 星期一至五       | 20:00-23:00 | 15           | 星期一至五       | 20:00-23:00      | 15               |
| 星期一至五       | 23:00-00:00 | 20           | 星期一至五       | 23:00-00:00      | 20               |
| 星期六           | 05:40       | 05:40        | 星期六           | 05:50            | 05:50            |
| 星期六           | 06:00-09:00 | 15           | 星期六           | 06:10-09:10      | 15               |
| 星期六           | 09:00-11:00 | 12           | 星期六           | 09:23            | 09:23            |
| 星期六           | 11:00-13:00 | 15           | 星期六           | 09:36-11:00      | 12               |
| 星期六           | 13:00-17:00 | 12           | 星期六           | 11:00-13:00      | 15               |
| 星期六           | 17:00-19:00 | 10           | 星期六           | 13:00-17:00      | 12               |
| 星期六           | 19:00-20:00 | 12           | 星期六           | 17:00-19:00      | 10               |
| 星期六           | 20:00-23:00 | 15           | 星期六           | 19:00-20:00      | 12               |
| 星期六           | 23:00-00:00 | 20           | 星期六           | 20:00-23:00      | 15               |
|                  |             |              | 星期六           | 23:00-00:00      | 20               |
| 星期日及公眾假期 | 05:40       | 05:40        | 星期日及公眾假期 | 05:50            | 05:50            |
| 星期日及公眾假期 | 06:00-09:00 | 15           | 星期日及公眾假期 | 06:10-09:10      | 15               |
| 星期日及公眾假期 | 09:00-18:00 | 12           | 星期日及公眾假期 | 09:23            | 09:23            |
| 星期日及公眾假期 | 18:00-23:00 | 15           | 星期日及公眾假期 | 09:36-17:00      | 12               |
| 星期日及公眾假期 | 23:00-00:00 | 20           | 星期日及公眾假期 | 17:00-19:00      | 10               |
|                  |             |              | 星期日及公眾假期 | 19:00-21:00      | 12               |
| 21:00-23:00      | 15          |              | 星期日及公眾假期 |                  |                  |
| 23:00-00:00      | 20          |              | 星期日及公眾假期 |                  |                  |

## 收費
全程：$8.3
- 過大老山隧道後往觀塘（翠屏道）：$7.1
- 過大老山隧道後往沙田站：$6.0

| - 本線設有12歲以下小童及65歲或以上長者半價優惠。 - 65歲或以上香港居民使用「樂悠咭」，以及12歲以下合資格殘疾兒童使用「殘疾人士身份」個人八達通繳付車資，均可享有每程$2.0或半價（以較低者為準）的票價優惠；12至64歲合資格殘疾人士使用「殘疾人士身份」個人八達通（包括「樂悠咭」），以及60至64歲香港居民使用「樂悠咭」繳付車資，均可享有每程$2.0或全費（以較低者為準）的票價優惠。 - 65歲或以上長者如使用長者或一般個人八達通繳付車資，則只可享有半價優惠；12至64歲合資格殘疾人士如不使用「殘疾人士身份」個人八達通，以及60至64歲人士如不使用「樂悠咭」繳付車資，必須繳付全費。 - 乘客可以現金或八達通於上車時付款，不設找續。 - 每位成人乘客可免費攜帶最多兩名4歲以下而不佔座位的兒童乘客乘車，超額之4歲以下小童必須繳付小童車費乘車。 - 持有「九巴月票」之乘客在車票有效期內，每日可享最多10程任何九龍巴士及龍運巴士路線（包括本路線，以及聯營路線的九龍巴士／龍運巴士提供的班次；惟乘搭機場「A」及「NA」線則可享原價二七折優惠（不會計算每天10次合資格車程））；而B1線則每日可享最多各2程（不會計算每天10次合資格車程）。 - 九龍巴士、城巴、龍運巴士及陽光巴士全職員工及家屬（不包括外判職員）可免費乘搭本路線，惟必須拍職員或職員家屬八達通。 - 乘客亦可透過多元化電子支付系統（e度嘟）繳付車資，包括使用非接觸式VISA卡、JCB卡、萬事達卡、銀聯卡、美國運通、大來國際、Discover Card、Apple Pay、Google Pay、Samsung Pay、AlipayHK「易乘碼」、支付寶、WeChatHK／微信支付「搭車碼」、銀聯雲閃付「乘車碼」及BOC Pay「乘車碼」。乘客使用此付款方式，使用此支付方式的乘客可享有中途下車之分段收費，以及與其他九巴／龍運獨營路線或聯營線九巴／龍運班次之轉乘優惠，惟不適用於與非九巴／龍運路線之轉乘優惠，亦不能享有「公共交通費用補貼計劃」及「長者及合資格殘疾人士公共交通票價優惠計劃」。 |

### 八達通轉乘優惠
乘客登上本線後150分鐘內以同一張八達通卡轉乘以下路線，或從以下路線登車後150分鐘內以同一張八達通卡轉乘本線，次程可獲車資折扣優惠：
89X←→九龍市區路線，次程可獲$4.2折扣優惠
- 89X往觀塘 → 3M、13M、14B、15A、16M、23M或29M
- 3M、13M、14B、15A、16M、23M或29M → 89X往沙田

89X←→14X
- 89X往觀塘 → 14X往鯉魚門，次程可獲$4.4折扣優惠
- 14X往尖沙咀 → 89X往沙田，次程可獲$7.4折扣優惠

89X←→285，次程可獲$4.2折扣優惠
- 285往沙田 → 89X往觀塘
- 89X往沙田 → 285往駿洋邨

89X←→將軍澳／西貢／清水灣路線，次程可獲$4.2折扣優惠
- 89X往觀塘 → 91、91M/P、92、98、98A或296A往將軍澳／西貢／清水灣
- 91、91M/P、92、98、98A或296A往九龍 → 89X往沙田

89X←→290(A)/290X，次程可獲$4.2折扣優惠
- 89X往觀塘 → 290(A)往將軍澳（彩明）、290B往將軍澳工業邨、290X往康城站
- 290(A/X)往荃灣西站→89X往沙田

89X←→九巴大老山隧道路線（過宵線、過海隧道路線除外），次程可獲$4.2折扣優惠

## 使用車輛
本線一向由沙田和九龍灣車廠負責派車。開辦初期，未能受惠於89A線取消使用大型巴士行走，用車以利蘭奧林比安11米（S3BL）及丹尼士統治者巴士（DM）為主。1990年代中期，先加入丹尼士巨龍11米空調巴士（AD），其後改派富豪奧林比安11米空調巴士（AV），成為全線空調化後的主要用車。2000年代，九巴為途經醫院的路線引入特低地台空調巴士行走，本線使用富豪超級奧林比安12米（3ASV）。九龍灣車廠為途經繁忙區域的巴士路線改派符合排放要求的車輛，很多新界區路線的用車因而被抽調，本線亦沒有例外，部份用車改派較舊的丹尼士三叉戟12米（ATR）行走，其後則引入配備電子顯示牌的同款巴士。
現時本線共獲派14輛富豪B9TL 12米（AVBWU）雙層空調巴士，均屬沙田車廠或九龍灣車廠。
| 車隊編號 | 車牌   |
| -------- | ------ |
| AVBWU294 | SJ2536 |
| AVBWU302 | SL6972 |
| AVBUW310 | SP8148 |
| AVBWU392 | TE8754 |
| AVBWU462 | UN1541 |
| AVBWU487 | UR5073 |
| AVBWU539 | UV6721 |
| AVBWU540 | UV6921 |
| AVBWU546 | UV9729 |
| AVBWU557 | UW2920 |
| AVBWU587 | UX4457 |
| AVBWU592 | UX7725 |
| AVBWU609 | UY3453 |
| AVBWU702 | VD1027 |

## 行車路線
沙田站開經：沙田車站圍、沙田鄉事會路、大涌橋路、小瀝源路、銀城街、插桅杆街、圓洲角巴士總站、插桅杆街、牛皮沙街、沙田圍路、小瀝源路、大老山隧道、斧山道、迴旋處、斧山道天橋、彩虹道、彩虹通道、太子道東、觀塘道、康寧道、物華街、協和街、觀塘道、翠屏道（北行）、迴旋處及翠屏道（南行）。
觀塘（翠屏道）開經：翠屏道（南行）、迴旋處、翠屏道（北行）、協和街、同仁街、裕民坊、康寧道、觀塘道、龍翔道、大老山隧道、沙田圍路、牛皮沙街、插桅杆街、圓洲角巴士總站、插桅杆街、銀城街、小瀝源路、大涌橋路、沙田鄉事會路及沙田車站圍。

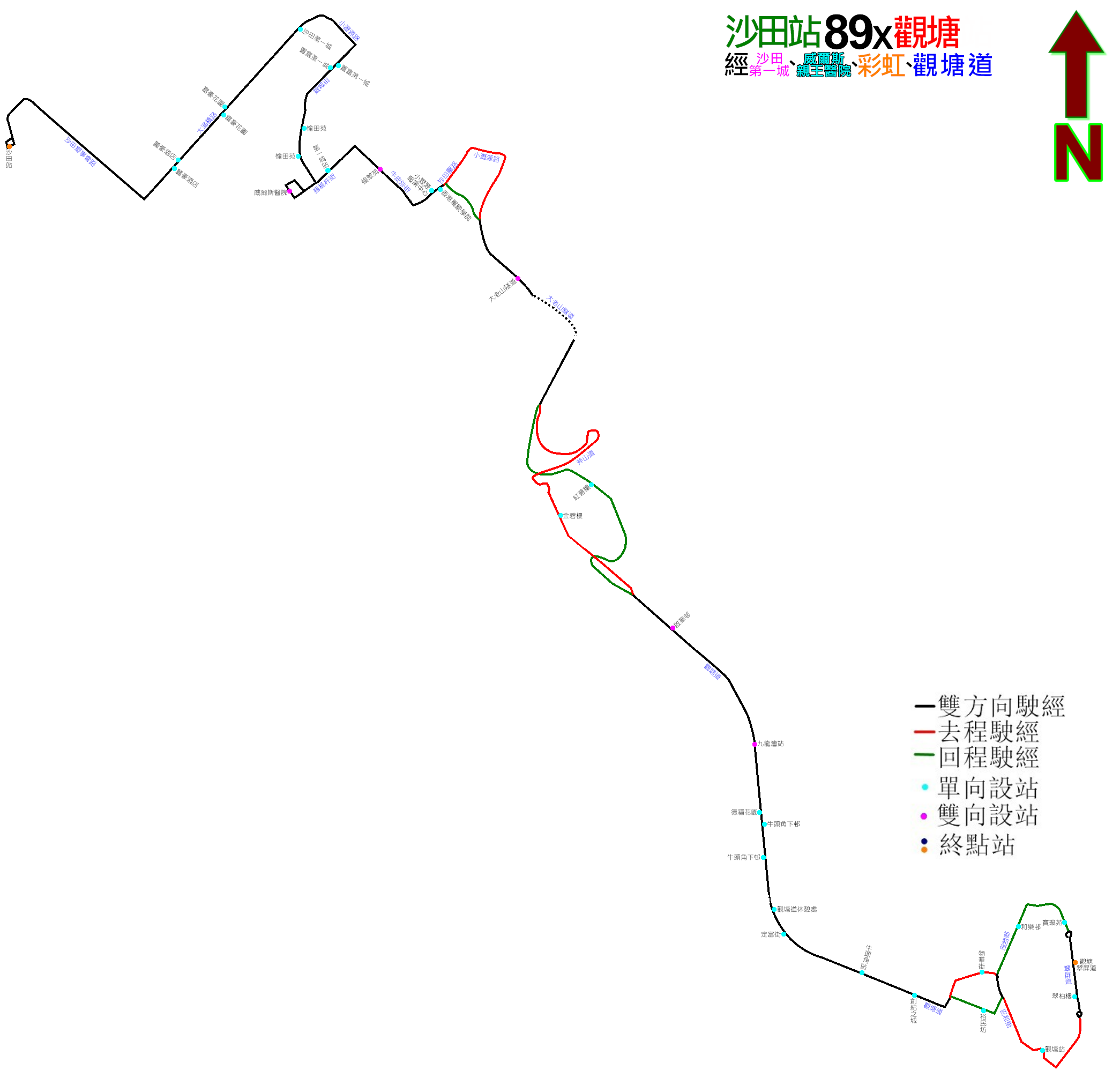
89X線的走線圖

具體停站請參考資訊框

## 客量
本線與89線均提供往返沙田市中心及觀塘市中心的服務，但本線途經城河東一帶，包括沙田第一城、愉田苑、愉翠苑、威爾斯醫院，並取道大老山隧道，所以客源與89線不同，加上沙田第一城、圓洲角一帶的需求也很大，客量不俗。本線由開辦以來也分階段加密班次以應付客量。而89C線途經第一城外圍的小瀝源路，分流本線部分客源。
隨著近年較直接前往沙田的新線88及88X線開辦，以及港鐵屯馬綫通車，沙田第一城、圓洲角等一帶乘客可利用第一城站直接前往鑽石山站轉乘觀塘綫往來東九龍，本線客量部分流失，班次略為被削減。